# 53e bataillon de tirailleurs sénégalais
Le 53e Bataillon de Tirailleurs Sénégalais (ou 53e BTS) est un bataillon français des troupes coloniales.

## Historique
- 4 juillet 1916 : Le bataillon envoie 131 hommes au 82e bataillon de tirailleurs sénégalais pour sa formation.
- Le bataillon est dissous le 1er mars 1919 et il forme le 1er bataillon du 10e régiment de tirailleurs sénégalais[1].
- En avril 1940, le 53e bataillon de tirailleurs sénégalais arrive d'AOF en France pour former le 3e bataillon du 5e régiment d'infanterie coloniale mixte sénégalais[2].

## Personnalités ayant servi au sein du bataillon
- Joseph Tardieu (1889-1941), résistant français, Compagnon de la Libération.